# George Eastman

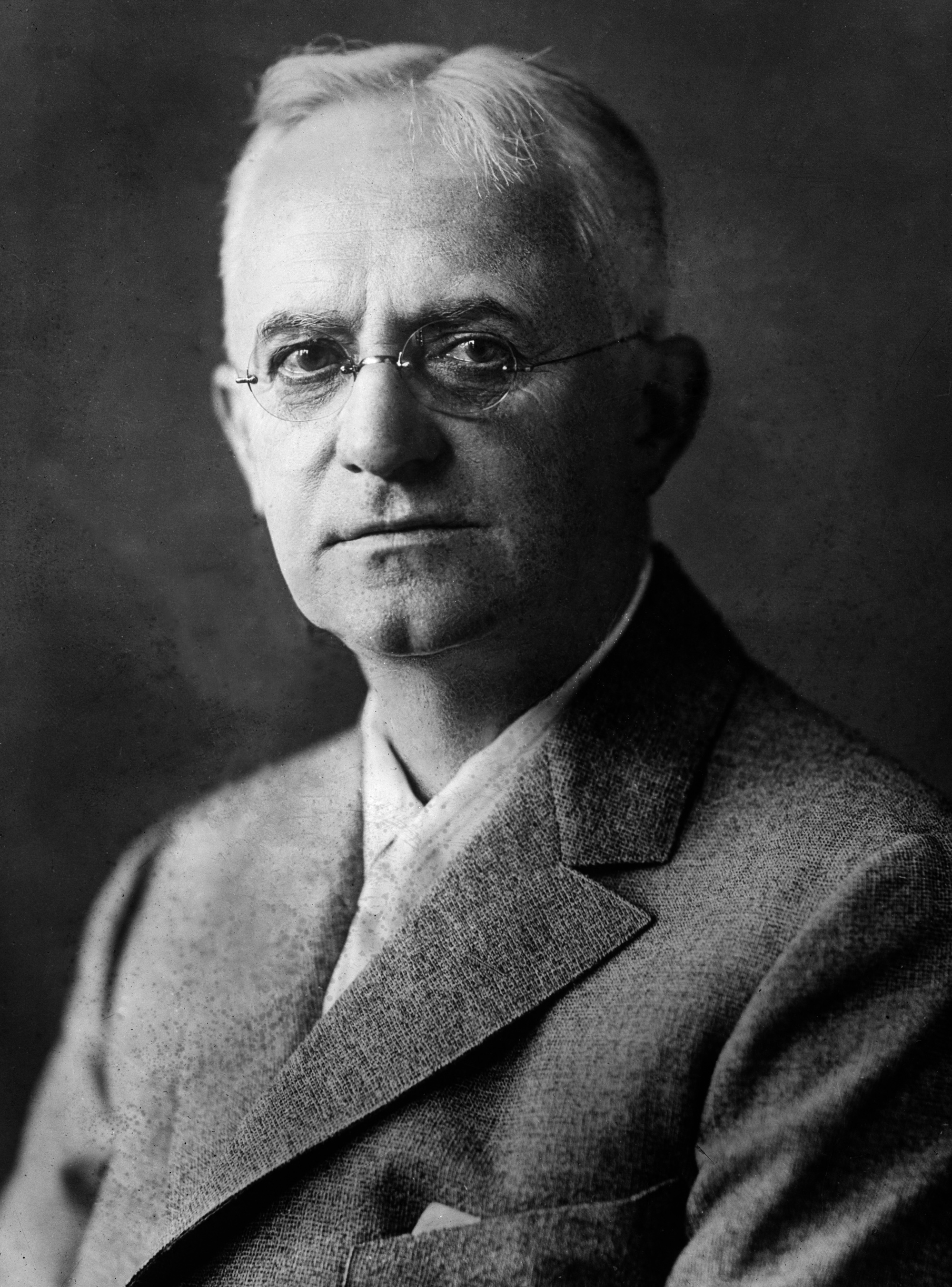
George Eastman

George Eastman (sinh 12/ 7/ 1854 - mất 14/ 3/ 1932) là người sáng lập ra công ty Kodak đồng thời cũng là người sáng chế ra phim nhựa cảm quang, thúc đẩy xu thế phát triển của nhiếp ảnh. Phim nhựa cảm quang cũng chính là nền tảng cơ bản cho sự phát minh của phim điện ảnh bởi nhà làm phim đầu tiên của thế giới, Louis Le Prince, và tới một thập kỉ sau là sự tiếp nối của Léon Bouly, Thomas Edison, anh em nhà Lumière và Georges Méliès.
George Eastman sinh ra trong một gia đình nghèo ở thành phố Waterville, New York, Mỹ. Năm lên 7 tuổi, người cha qua đời để lại gánh nặng cho người mẹ nuôi dạy ba con. Là anh cả trong gia đình, nên năm 14 tuổi George Eastman nghỉ học giúp mẹ kiếm sống. Ông xin vào làm tạp vụ cho Công ty bảo hiểm với lương 3 USD/tuần. Sau đó ông đã xin vào làm việc cho Ngân hàng Rochester với lương 800 USD/năm.
Năm 1879, ông mua được một chiếc máy ảnh và thiết bị tráng phim rửa ảnh với giá 94 USD. Kể từ khi đó ông say mê với máy và phim ảnh, đồng thời chịu khó mày mò để tìm cách cải tiến phim và máy ảnh làm sao cho người sử dụng thoát khỏi các thiết bị cồng kềnh, phức tạp. Cứ mỗi lần làm việc về, ông lại chui vào bếp nơi có một góc nhỏ đặt máy ảnh và thiết bị rửa tráng phim để nghiên cứu. Năm 1879 ông cho ra đời phim kiểu mới rất thuận tiện cho người chụp ảnh. Người bạn gái của ông do không chịu nổi tính say sưa nghiên cứu khoa học của ông, nên đã chia tay. Đây cũng bước mở đầu cho cuộc sống suốt đời độc thân chuyên tâm vào nghiên cứu khoa học tới khi ông nhắm mắt xuôi tay.           
Năm 1881, với số tiền 5.500 USD đã tích lũy được trong nhiều năm, George Eastman đã thành lập "Công ty sản xuất phim ảnh Eastman" tại thành phố Rochester. Đây chính là tiền thân của hãng Kodak ngày nay.           
Năm 1886, ông đã phát minh ra loại phim nhựa cảm quang hiện đại thay thế cho phim thô kệch dùng bằng kính dễ vỡ trước đây. Phát minh này của ông được coi là phát minh vĩ đại về phim ảnh trong lịch sử nhân loại. Cùng năm đó, ông lại phát minh ra loại máy ảnh mới mà chỉ cần bấm nút là máy ảnh tự động chụp chứ không phải thao tác rườm rà như trước. Ông đặt tên là "Kodak" với chữ "K" ở đầu nhằm chỉ tính nhạy cảm của phim và máy ảnh.           
Năm 1892, ông đổi tên Công ty thành "Hãng Kodak" với màu vàng bên ngoài làn nền cho những cuộn phim và bao gói, vì vậy mọi người quen gọi "Ông áo vàng Kodak".           
Năm 1895, chiếc máy ảnh kiểu mới nhỏ gọn có thể bỏ túi nhưng chỉ cần thao tác đơn giản "bấm máy" của George Eastman được đưa ra bán trên thị trường Mỹ với giá 5 USD/chiếc. Tin này gây chấn động dư luận Mỹ và trên thế giới. Với quảng cáo nổi tiếng của ông là "Bạn chỉ cần bấm máy, còn lại là việc của Kodak" đã có sức hấp dẫn, lôi cuốn mạnh mẽ từ những người say mê với nghệ thuật nhiếp ảnh tới dân chúng bình thường ở Mỹ và các nước. Kodak trở thành thần thoại của Mỹ và thế giới.
Với phát minh lớn, George Eastman  đã trở thành triệu phú, nhưng ông vẫn sống độc thân giản dị, còn lại dùng tiền kiếm được làm từ thiện. Ông nói: "Từ nhỏ do gia đình nghèo túng tôi đã phải bỏ học để giúp mẹ kiếm sống, vì vậy tôi muốn các em nhỏ không ai phải bỏ học như tôi. Đây là động cơ để tôi tập trung làm từ thiện cho các nhà trường". Ông làm từ thiện với cái tên "Smith". Rất nhiều trường ở Mỹ đã nhận được tiền trợ giúp của ông Smith, nhưng họ không biết rằng đây là "George Eastman". Ông Smith đã giúp thành lập "Học viện âm nhạc" trong Trường đại học Rochester, giúp các thành phố thành lập Bệnh viện, lập Trung tâm nghệ thuật và Viện bảo tàng nghệ thuật. Tới đầu thế kỷ 20, ông Smith đã làm từ thiện tới trên 100 triệu USD, khi đó là một khoản tiền rất lớn.
Năm 1932, ông nhắm mắt xuôi tay để lại một di chúc trong đó nhấn mạnh "Nhiệm vụ của đời tôi đã hoàn thành!".